# Северный широтный коридор
Северный широтный коридор — строящаяся автомобильная дорога на Урале и в Западной Сибири, которая должна соединить населённые пункты Пермь, Чусовой, Качканар, Ивдель, Ханты-Мансийск, Пойковский, Нефтеюганск, Сургут, Лангепас, Мегион, Нижневартовск, Стрежевой, Большая Грива, Каргасок, Парабель, Чажемто, Каргала, Мельниково и Томск. 
С точки зрения Транспортной стратегии России до 2030 года, Северный широтный коридор является частью федерального маршрута «Пермь — Томск». 
Общая протяжённость магистрали — 2545 км.

## История
Участок Северного широтного коридора на территории Свердловской области был включён в схему территориального планирования в августе 2009 года.
Участок Ивдель — Ханты-Мансийск  начали строить в 2005 году.   
7 ноября 2008 года строительство трассы достигло границы Свердловской области в районе посёлка Таёжного.

18 октября 2013 года был открыт участок дороги Ивдель — Ханты-Мансийск.  
6 ноября 2014 года в Ханты-Мансийском автономном округе на трассе между городами Стрежевым и Нижневартовском был открыт мост через реку Вах
По состоянию на ноябрь 2014 года, на территории Томской области  необходимо построить вновь 240 километров автодороги, 23 моста и реконструировать 299 километров существующих автодорог. Строительство дороги ведётся в рамках федеральной целевой программы «Дороги XXI века».
С 2024 по 2031 годы 1440 км трассы, связывающие Пермский край, Ханты-Мансийский автономный округ и Томскую область будут переданы в федеральную собственность.

### Реконструкция трассы
- Строительство в Томской области участка дороги от технологической автодороги Медведево — Пионерный до села Большая Грива, протяжённостью около 250 км (сроки неизвестны). На данном отрезке дорога полностью отсутствует, проезд возможен только в зимний период в объезд по технологическим автозимникам на автомобилях повышенной проходимости.
- Реконструкция участка технологической автодороги (Западно-Полуденное месторождение — пересечение с дорогой Медведево-Пионерный — будущий поворот дороги на село Каргасок), совпадающего с Северной Широтной дорогой, протяжённостью около 150 км (сроки неизвестны).
- В ноябре 2015 года завершилась реконструкция участка автодороги Чажемто — Парабель — Каргасок — Большая Грива[10] с 15 по 30 км, дальнейшая реконструкция с 30 по 45 км продолжится в 2019 году[11].
- 28 января 2019 года стало известно, что на 2022 год запланирована передача автодороги в федеральную собственность[12].